# 덴마크 남부대학교
덴마크 남부대학교(덴마크어: Syddansk Universitet)는 덴마크 오덴세에 위치한 대학교이며, 1998년 설립되였다.